# Anders Thomas Jensen

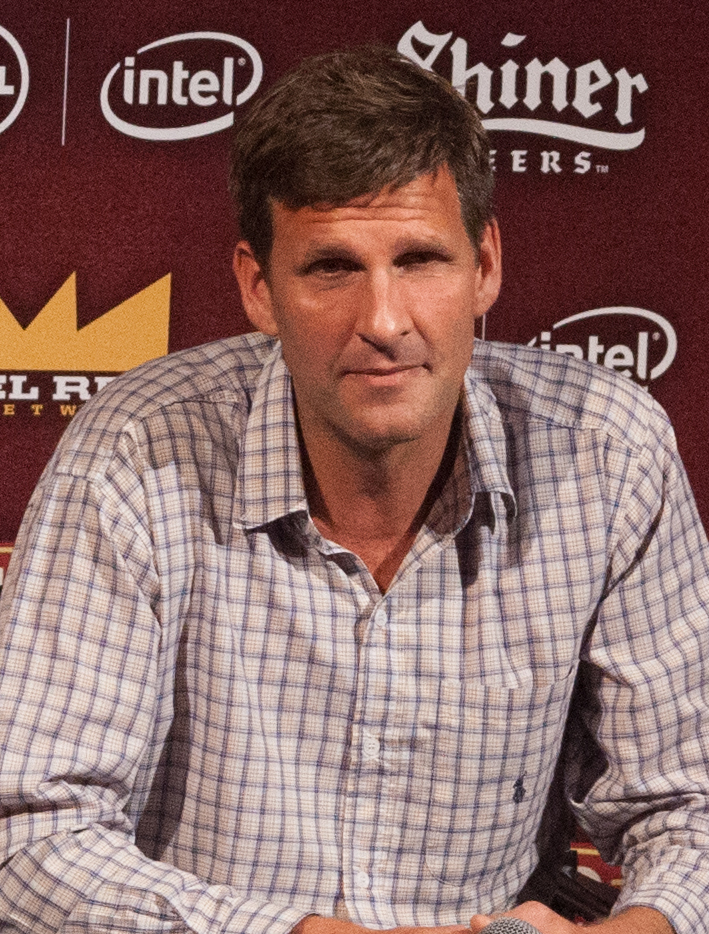
Anders Thomas Jensen

Anders Thomas Jensen (* 6. April 1972 in Frederiksværk) ist ein dänischer Regisseur, Drehbuchautor und Schauspieler. 2005 erhielt er den Nordisk Filmpreis.

## Leben
Jensen tritt seit Mitte der 1990er Jahre als Regisseur und Drehbuchautor in Erscheinung.
Seine drei Filme Ernst und das Licht, Wolfgang und Wahlnacht wurden jeweils in der Kategorie Bester Kurzfilm für einen Oscar nominiert, wobei er den Filmpreis für Wahlnacht 1999 gewann. Der Film Nach der Hochzeit, für den er zusammen mit Susanne Bier das Drehbuch schrieb, wurde 2007 in der Oscar-Kategorie Bester fremdsprachiger Film nominiert. 2011 gewann Susanne Bier den Oscar für In einer besseren Welt als bester fremdsprachiger Film,  zu diesem hatte auch Jensen das Drehbuch verfasst.
Jensen ist mit der Schauspielerin Line Kruse verheiratet, die unter anderem in seinen Filmen Dänische Delikatessen und In China essen sie Hunde mitgespielt hat.

## Filmografie (Auswahl)
- 1996: Ernst und das Licht (Ernst & lyset) (Regisseur und Drehbuchautor)
- 1997: Wolfgang (Regisseur und Drehbuchautor)
- 1998: Wahlnacht (Valgaften) (Regisseur und Drehbuchautor)
- 1998: Albert und der große Rapollo (Albert) (Drehbuchautor)
- 1999: In China essen sie Hunde (I Kina spiser de hunde) (Drehbuchautor)
- 1999: Mifune – Dogma III (Mifunes sidste sang) (Drehbuchautor)
- 2000: Blinkende Lichter (Blinkende lygter) (Regisseur und Drehbuchautor)
- 2000: The King Is Alive (Drehbuchautor)
- 2002: Für immer und ewig (Elsker dig for Evigt) (Drehbuchautor)
- 2002: Old Men in New Cars – In China essen sie Hunde 2 (Gamle mænd i nye biler) (Drehbuchautor)
- 2002: Wilbur Wants to Kill Himself (Wilbur begår selvmord) (Drehbuchautor)
- 2003: Dänische Delikatessen (De grønne slagtere) (Regisseur und Drehbuchautor)
- 2004: Stealing Rembrandt – Klauen für Anfänger (Rembrandt) (Drehbuchautor Anders Thomas Jensen und Jannik Johansen)
- 2004: Brothers – Zwischen Brüdern (Brødre) (Drehbuchautor)
- 2005: Todeshochzeit – Niemand sollte alleine sterben (Mørke) (Drehbuchautor)
- 2005: Adams Äpfel (Adams æbler) (Regisseur und Drehbuchautor)
- 2006: Nach der Hochzeit (Efter brylluppet) (Drehbuchautor)
- 2007: With your permission (Til døden os skiller) (Drehbuchautor)
- 2008: Die Herzogin (The Duchess) (Drehbuchautor)
- 2008: Wen du fürchtest (Den du frygter) (Drehbuchautor)
- 2009:  Das Ende der Welt (Ved Verdens Ende) (Drehbuchautor)
- 2009: The New Tenants (Drehbuchautor)
- 2010: In einer besseren Welt (Hævnen) (Drehbuchautor)
- 2012: Love Is All You Need (Den skaldede frisør) (Drehbuchautor)
- 2014: The Salvation – Spur der Vergeltung (Drehbuchautor)
- 2014: Zweite Chance (En chance til) (Drehbuchautor)
- 2015: Die Hüterin der Wahrheit – Dinas Bestimmung (Skammerens datter) (Drehbuchautor)
- 2015: Men & Chicken (Mænd & Høns) (Regisseur und Drehbuchautor)
- 2017: Der Dunkle Turm (The Dark Tower) (Drehbuchautor)
- 2019: After the Wedding (Vorlage)
- 2020: Helden der Wahrscheinlichkeit (Retfærdighedens ryttere) (Regisseur und Drehbuchautor)
- 2023: King’s Land (Bastarden) (Drehbuchautor)